# Ruffneck featuring Yavahn
Ruffneck featuring Yavahn was een Amerikaanse groep in New Jersey die housemuziek maakte in de garage-stijl. Ze zijn het meest bekend van de hit Everybody Be Somebody uit 1995, waaraan maar liefst acht producers meewerkten. Ruffneck featuring Yavahn moet niet worden verward met DJ Ruffneck. De groep bestond uit de vijf producers Derek A. Jenkins, Disco Dave Daniels, Dwayne "Spen" Richardson, Shaheer Williams en Stephen B. Wilson die Ruffneck vormde. Joanne Thomas werd de vaste zangeres die onder de naam Yavahn opereerde. De groep was ook actief als Backroom productions, en leden waren betrokken bij de oprichting van de vrouwengroep Jomanda. Zangeres Joanne Thomas stierf in 2003.

## Geschiedenis
De oorsprong van groepsnaam Ruffneck dateert uit 1987. Derek-A-Jenkins, Cassio Ware en Dwayne Richardson maken in dat jaar de single The Power, The Rhythm met zangeres Cheri Williams. Ook Joanne Thomas doet dan al mee met achtergrondzang. De samenwerking gaat echter terug tot 1985. De drie producers richten het label Backroom Productions op, waarop vroege houseproducties worden uitgebracht. In 1986 richten ze het project Jomanda op waarmee enkele singles gemaakt worden. Dit project wordt in 1989 een echte groep, waarbij zangeressen Williams en Thomas samen met Renee Washington op de voorgrond treden. Daarmee wordt het album Someone To Love Me (1990) opgenomen. Van dit album komt de hit Got A Love For You, met een radioversie van Steve Hurley. In 1992 worden samples van het nummer Don't You Want My Love (1989), onderdeel van de wereldhit Don't You Want Me, van Felix. In 1993 kiezen de zangeressen voor een r&b-richting. Ze nemen het album Nubia Soul op, waarbij een belangrijk deel van de tracks door andere producers is gemaakt waaronder StoneBridge. Het album is geen succes en de groep valt daarna uiteen.
In 1995 hebben de Jenkins en Richardson een samenwerking gevonden met Dave Daniel en Stephen B. Wilson en  Shaheer Williams. Cassio Ware is dan van het toneel verdwenen. Samen met Joanne Thomas maken ze de track Everybody Be Somebody, die draait om een sample uit het nummer Bostich (1980) van Yello. Het nummer wordt daarna tot een definitieve clubversie bewerkt door Masters at Work. Het nummer is populair onder dj's, waardoor een poging wordt ondernomen om de hitlijsten te bereiken. Er wordt een radioversie van het nummer gemaakt door de Duitse producer Mousse T. en een videoclip opgenomen. Het groeit eind 1995 uit tot een wereldwijde househit en er worden 200.000 exemplaren van verkocht. De combinatie blijft de jaren daarna nog singles uitbrengen als Ruffneck featuring Yavahn, hoewel het succes van Everybody Be Somebody nooit meer wordt bereikt. Het vijftal blijft ook actief als Backroom Productions. Daarmee worden singles uitgebracht onder verschillende, naar Backroom verwijzende pseudoniemen. In 1999 wordt het album New Life uitgebracht, waarom ook samenwerkingen met Blaze staan. Joanne Thomas wordt in 2000 gediagnosticeerd met darmkanker. In 2003 sterft ze daaraan. Na haar dood worden postuum nog de singles E Street Beat/Music To My Ears (Di-Ah Di-Ah) en Get It Right (2005) uitgebracht.. In 2005 maakt Mischa Daniels een nieuwe versie van het nummer, die een bescheiden hit wordt.

## Discografie

### Albums
- New Life (1999)

## Hitlijsten
| Single met eventuele hitnotering(en) in de Nederlandse Top 40 | Datum van verschijnen | Datum van binnenkomst | Hoogste positie | Aantal weken | Opmerkingen             |
| ------------------------------------------------------------- | --------------------- | --------------------- | --------------- | ------------ | ----------------------- |
| Everybody Be Somebody                                         | 1995                  | 16-12-1995            | 36              | 4            | Dancesmash op Radio 538 |
| Everybody Be Somebody Mischa Daniels 2005 Radio Mix           |                       | 16-07-2005            | tip18           | -            |                         |